# Libro del cavallero et del escudero
El Libro del cavallero et del escudero es una obra de la literatura medieval española, escrita en prosa por Don Juan Manuel. Se ha perdido gran parte de su contenido. Originalmente se componía de un prólogo y de cincuenta y un capítulos, de los que se han extraviado desde el final del tercero hasta el decimosexto.
En literatura, el prólogo es uno de los vehículos más importantes para dar a conocer el objetivo de la obra, como puede verse en este libro:

[...] mas fiz lo en vna manera que llaman en esta [tierra] «fabliella».

Este género, la fabliella, es, en opinión de Fernando Gómez Redondo, 

una forma de organizar el discurso mediante procedimientos narrativos sugeridores de un entramado argumental cercano a la ficción. Por ello, las líneas temáticas que conformarán la materia del libro se someterán a una estructura marco: el diálogo de dos personajes. Estructura que, por cierto, volverá a utilizar en sus dos grandes obras: el Libro de los estados y el Libro del conde Lucanor.

La obra sigue de cerca el patrón impuesto por el Lucidario, pues es un diálogo entre un caballero anciano y un escudero. Tiene íntima relación con algunas obras de Ramon Llull y Alfonso X.